# Josep Maria Carreté i Nadal
Josep M. Carreté Nadal (Vila-seca, 1963) és un museòleg i arqueòleg català, nomenat secretari general de Departament de Cultura de la Generalitat de Catalunya el 2024.

## Trajectòria
Fou soci fundador d'una de les primeres empreses especialitzades en intervencions arqueològiques i projectes de patrimoni, CÒDEX SCCL, ha escrit nombrosos articles sobre arqueologia romana a Catalunya i sobre les mines neolítiques de can Tintorer. Va dirigir el projecte del Parc Arqueològic de les Mines Prehistòriques de Gavà i fou director-gerent del Museu de Gavà (1990-1997 i 2000-2006). Entre 1997 i 1999 dirigí el Museu Nacional Arqueològic de Tarragona, on posà en marxa els centres d'interpretació de les vil·les romanes d'Els Munts i de Centcelles. Més tard dirigí també el Museu d'Arqueologia de Catalunya (1999-2000), càrrec que va deixar per treballar al sector privat. Entre 2006 i 2009 va ser director general de Patrimoni Cultural de la Generalitat de Catalunya. Entre 2012 i 2016 fou el gerent del Museu Nacional d'Art de Catalunya, i el juliol del mateix any fou nomenat gerent del MACBA. Posteriorment, el 2022 fou nomenat gerent de l'Agència Catalana de Patrimoni Cultural. El 2024 fou nomenat Secretari general de Cultura dins el govern de Salvador Illa.